# الخلافة المعمدانية
الخلافة المعمدانية (أو الأبدية المعمدانية)
هي واحدة من عدة نظريات حول أصل واستمرار الكنائس المعمدانية . تفترض النظرية وجود سلالة غير منقطعة للكنائس (منذ أيام يوحنا المعمدان، الذي عمد المسيح) التي حملت معتقدات مشابهة لمعتقدات المعمدانيين الحاليين. غالبًا ما تشمل المجموعات المدرجة في هذا النسب، الصابئة المندائيين في العراق وإيران، الموتانيين، والبوليسيين، والكثاريين، والفالدينس، والألبيغينس، والولارد، أنابابتيين.

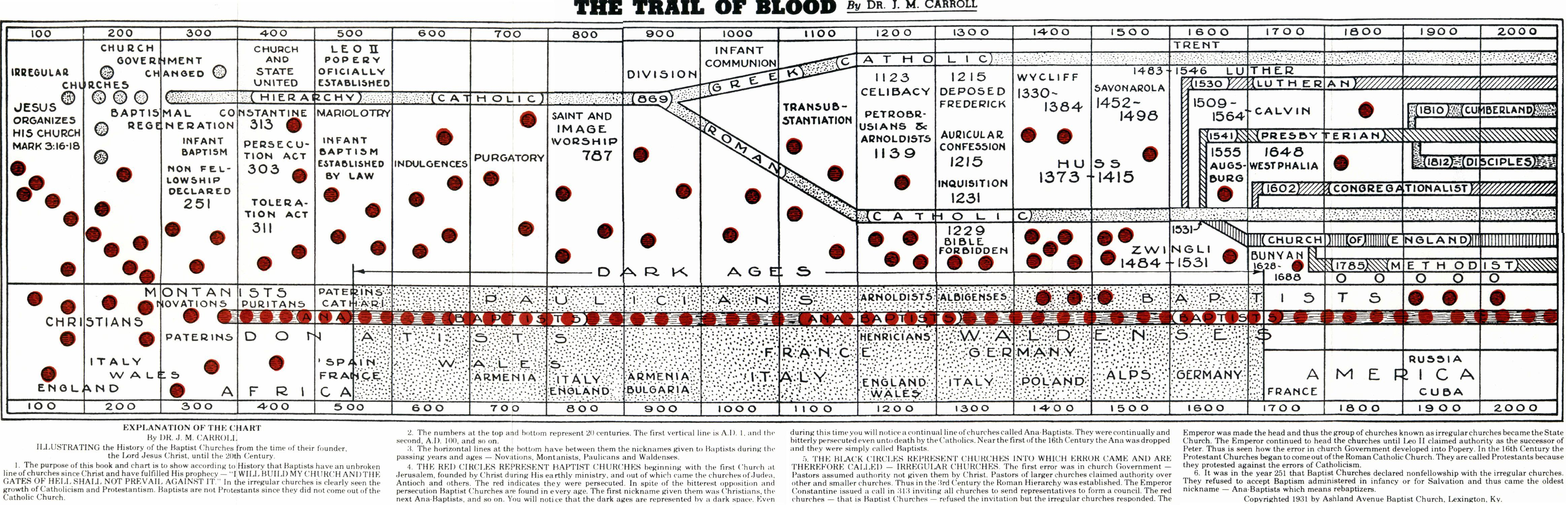
Diagram representing The Trail of Blood as presented by جيمس ميلتون كارول

## الخلود
غالباً ما يتم تحديد وجهة النظر الخلود مع درب الدم، وهو كتيب من قبل جيمس ميلتون كارول نشر في عام 1931. الكتاب المعمدانيين الآخرين الذين عقدوا وجهة نظر إلى الأبد هم جون ت. كريستيان، توماس كروسبي، ج. ه. أورتشارد، ج.M تشنج، ويليام كاثكارت، آدم تايلور وD.B راي. 
كان هذا الرأي في يوم من الأحيان شائعًا بين المعمدانيين. منذ نهاية القرن التاسع عشر، أصبحت النظرية تتعرض للهجوم بشكل متزايد، واليوم فقدت مصداقيتها إلى حد كبير. [بحاجة لرقم الصفحة]ومع ذلك، استمر هذا الرأي في أن يكون هو الرأي السائد بين المعمدانيين في جنوب الولايات المتحدة في القرن العشرين الأخير. يتم تحديده الآن بشكل أساسي مع Landmarkism ، والتي أيدتها الحركة المعمدانية الأساسية المستقلة، وإن لم يكن ذلك حصريًا. ويحاول هذا المفهوم أن يوازي المذهب الكاثوليكي، والأرثوذكسي الشرقي، والأنجليكاني للخلافة الرسولية، ويقف على النقيض من الآراء الترميمية لقديسي الأيام الأخيرة وحركة ترميم الحجر كامبل. 

## وجهات النظر المعاصرة
منذ نهاية القرن التاسع عشر، كان الاتجاه في التأريخ المعمداني الأكاديمي بعيداً عن وجهة النظر الخلافية إلى وجهة النظر القائلة بأن المعمدانيين المعاصرين هم نتيجة للانفصالية الإنجليزية في القرن السابع عشر. وقد أدى هذا التحول إلى إثارة جدل بين المعمدانيين الجنوبيين، مما أدى إلى الاستقالة القسرية لويليام ه. ويتسيت، الأستاذ في المدرسة المعمدانية الجنوبية، في عام 1898 من المدرسة اللاهوتية للدعوة إلى الرأي الجديد، على الرغم من أن وجهات نظره استمرت في تدريسها في المدرسة اللاهوتية بعد رحيله.